# Iza Bieżuńska-Małowist
Iza Bieżuńska-Małowist (1. ledna 1917 Varšava – 27. července 1995 Nieborów) byla polská historička a profesorka na Varšavské univerzitě.
Narodila se do židovské rodiny. Během druhé světové války její rodiče zemřeli a i 21 nejbližších rodinných příslušníků. V roce 1952 byla jmenována vedoucí katedry starověké historie na Historickém ústavu Varšavské univerzity. Od roku 1969 byla vedoucí oddělení dávné historie, tuto funkci vykonávala až do svého odchodu do důchodu v roce 1987.
Zemřela v Nieborów. Byla pohřbena na židovském hřbitově ve Varšavě. Její manžel byl historik Marian Małowist (1909-1988).
Mezi její studenty patřili Benedetto Bravo, Hanna Geremek, Maria Jaczynowska, Jerzy Kolendo, Ryszard Kulesza, Włodzimierz Lengauer, Tadeusz Łoposzko, Adam Łukaszewicz, Jan Trynkowski, Ewa Wipszycka-Bravo, Małgorzata Wojciechowska, Edward Zwolski.

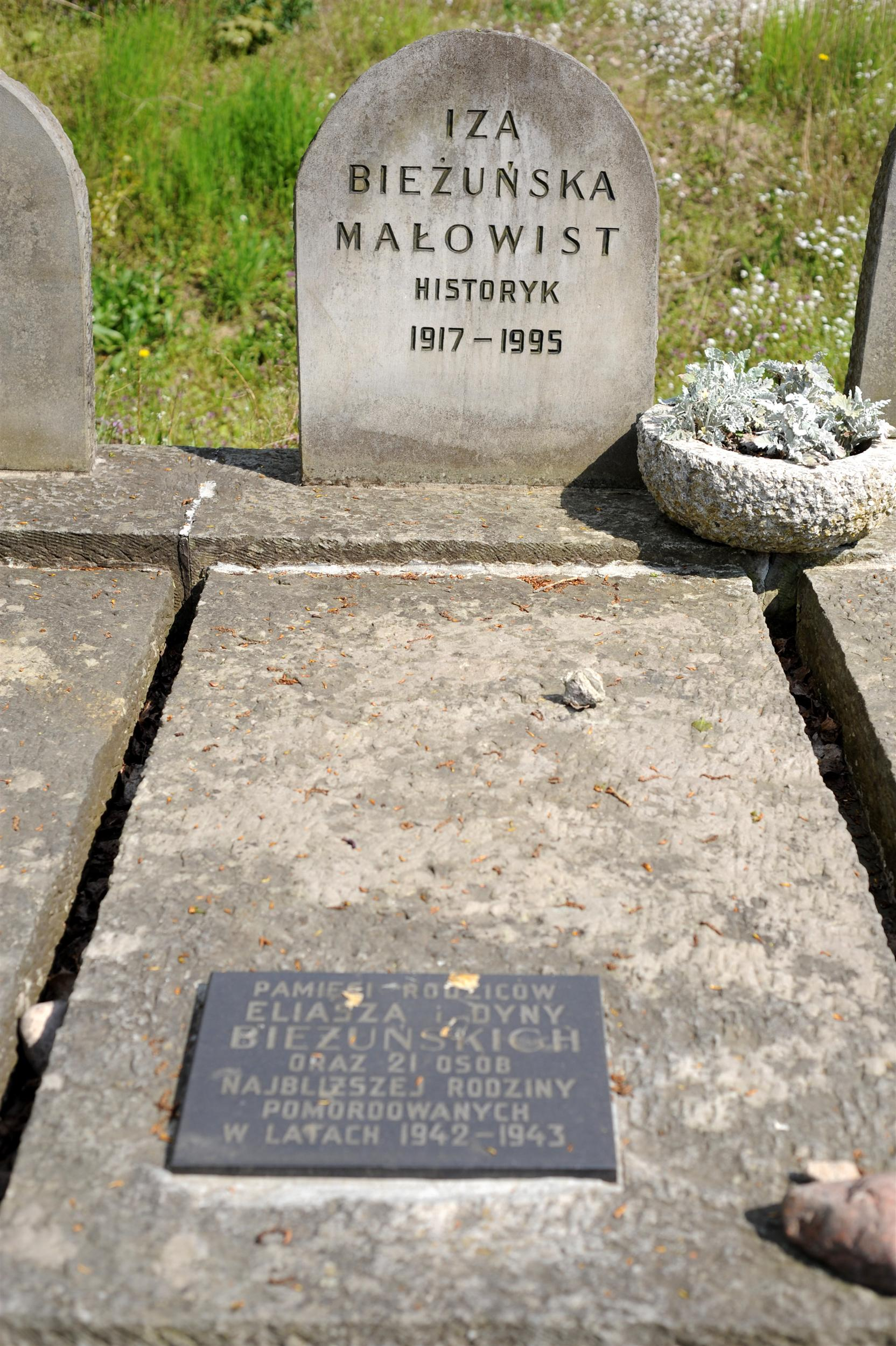
Hrob Izy Bieżuńska-Małowist na židovském hřbitově ve Varšavě

## Publikace
- 1939, Położenie prawne kobiety greckiej w świetle źródeł papyrusowych
- 1948, Źródła dopływu niewolników w okresie hellenistycznym
- 1949, Dzieje ustroju rzymskiego w ujęciu Zdzisława Zmigrydera-Konopki
- 1949, Z zagadnień niewolnictwa w okresie hellenistycznym
- 1952, Poglądy nobilitas okresu Nerona i ich podłoże gospodarczo-społeczne
- 1957, Sytuacja wewnętrzna Aten w dobie wojny peloponeskiej
- 1958, Dzieje starożytnej Grecji
- 1958, Poglądy Cicerona na zadania i obowiązki męża stanu
- 1967, Ruch abolicjonistyczny a problem niewolnictwa starożytnego w historiografii XIX w.
- 1968, Główne kierunki badań nad niewolnictwem starożytnym we współczesnej historiografii
- 1987, Niewolnictwo Archivováno 27. 10. 2014 na Wayback Machine.
- 1991, W kręgu wielkich humanistów. Kultura antyczna na Uniwersytecie Warszawskim po I wojnie światowej.
- 1993, Kobiety Antyku Archivováno 27. 10. 2014 na Wayback Machine.